# Скороходов, Максим Александрович
Макси́м Алекса́ндрович Скорохо́дов (укр. Максим Олександрович Скороходов; род. 3 декабря 1986, Радужный, Тюменская область) — украинский футболист, полузащитник.

## Игровая карьера
Воспитанник запорожских ДЮСШ «Торпедо» и «Динамо», цвета которых защищал в детско-юношеской лиге Украины. Во взрослом футболе дебютировал 2 апреля 2004 в составе второй команды «Металлурга». Летом 2008 года в числе других игроков запорожцев был отдан в аренду в кировоградскую «Звезду», где выступал в течение шести месяцев. После завершения срока аренды «Металлург» пожелал вернуть футболиста.
Летом 2009 года полузащитник перешёл в азербайджанский клуб «Габала». В новой команде Скороходов сыграл в 7 матчах Премьер-лиги, последним из которых было противостояние с «Нефтчи» 21 октября. На 51-й минуте матча Максим получил серьёзную травму, и был вынужден покинуть поле. Футболист был прооперирован в Анкаре, после чего проходил длительную реабилитацию, во время которой провёл несколько матчей в команде «Феникс-Ильичёвец».
Во время зимнего перерыва в сезоне 2010/11 снова стал игроком «Звезды». В июне 2011 года вернулся в запорожский «Металлург», который на тот момент выступал в первой лиге. С этой командой завоевал право повыситься в классе, и 28 июля 2012 в третьем туре сезона 2012/13 дебютировал в Премьер-лиге. Скороходов вышел на поле на 73 минуте, заменив в игре Евгения Опанасенко. Во время зимнего перерыва перешёл в донецкий «Олимпик», а через несколько месяцев переехал в «Полтаву».

## Образование
В 2009 году окончил Запорожский национальный университет. Получил квалификацию тренера по футболу.